# Albrecht Heinrich von Arnim
Albrecht Heinrich von Arnim auf Kröchlendorff und Woddow (* 7. November 1744 in Kröchlendorff; † 25. Oktober 1805 zu Klockow in der Uckermark) war preußischer Justizminister.
Albrecht Heinrich von Arnim war der zweite Sohn des uckermärkischen Landrats Abraham Friedrich von Arnim auf Kröchlendorff, Woddow, Bietikow, Bertikow, Kuhz und Raduhn und der Luise Margarethe geb. Gräfin v. der Schulenburg-Wolfsburg (* 1721; † 1784). Albrecht Heinrich erbte das Gut Klockow, und Gut Woddow; ein Bruder war der Landrat Carl Otto von Arnim. Er hatte noch weitere Geschwister, insgesamt waren es zwölf Kinder, u. a. Elisabeth Adelheid Christiane und den Bruder Gebhard (* 1743; † 1789), Major.
Arnim verfasste ein mehrbändiges Werk über Verbrechen und Strafen und wurde königlich preußischer Geheimrat, Domdechant zu Brandenburg, Erster Direktor der kurmärkischen Landschaft und Präsident des Kammergerichtes. 1798 wurde er Kgl. preuß. wirkl. Geh. Staats- und Justizminister, ein Amt, das er von Heinrich Julius von Goldbeck übernahm, der am 15. Juli 1802 auch sein Nachfolger wurde.
Albrecht Heinrich von Arnim starb am 25. Oktober 1805, er war nicht verheiratet.